# Saltdean
Saltdean è un paese della contea dell'East Sussex, in Inghilterra.